# Tripping
Tripping is de eerste single van het album Intensive Care van Robbie Williams. Met deze single maakte Williams zijn tweede nummer 1-hit als solozanger. In de eerste week werden er 375.000 exemplaren van verkocht. De B-kant Make Me Pure werd later ook als single uitgebracht. In de slotweek van 2005 stond Williams hierdoor met drie singles in de Nederlandse Top 40: Tripping (nr. 10), Advertising Space (nr. 15) en Make Me Pure op nummer 29.

## Hitnotering
| "Tripping" in de Nederlandse Top 40 - binnen: 08-10-2005 | "Tripping" in de Nederlandse Top 40 - binnen: 08-10-2005 | "Tripping" in de Nederlandse Top 40 - binnen: 08-10-2005 | "Tripping" in de Nederlandse Top 40 - binnen: 08-10-2005 | "Tripping" in de Nederlandse Top 40 - binnen: 08-10-2005 | "Tripping" in de Nederlandse Top 40 - binnen: 08-10-2005 | "Tripping" in de Nederlandse Top 40 - binnen: 08-10-2005 | "Tripping" in de Nederlandse Top 40 - binnen: 08-10-2005 | "Tripping" in de Nederlandse Top 40 - binnen: 08-10-2005 | "Tripping" in de Nederlandse Top 40 - binnen: 08-10-2005 | "Tripping" in de Nederlandse Top 40 - binnen: 08-10-2005 | "Tripping" in de Nederlandse Top 40 - binnen: 08-10-2005 | "Tripping" in de Nederlandse Top 40 - binnen: 08-10-2005 | "Tripping" in de Nederlandse Top 40 - binnen: 08-10-2005 | "Tripping" in de Nederlandse Top 40 - binnen: 08-10-2005 | "Tripping" in de Nederlandse Top 40 - binnen: 08-10-2005 | "Tripping" in de Nederlandse Top 40 - binnen: 08-10-2005 | "Tripping" in de Nederlandse Top 40 - binnen: 08-10-2005 | "Tripping" in de Nederlandse Top 40 - binnen: 08-10-2005 |
| Week                                                     | 1                                                        | 2                                                        | 3                                                        | 4                                                        | 5                                                        | 6                                                        | 7                                                        | 8                                                        | 9                                                        | 10                                                       | 11                                                       | 12                                                       | 13                                                       | 14                                                       | 15                                                       | 16                                                       | 17                                                       | 18                                                       |
| -------------------------------------------------------- | -------------------------------------------------------- | -------------------------------------------------------- | -------------------------------------------------------- | -------------------------------------------------------- | -------------------------------------------------------- | -------------------------------------------------------- | -------------------------------------------------------- | -------------------------------------------------------- | -------------------------------------------------------- | -------------------------------------------------------- | -------------------------------------------------------- | -------------------------------------------------------- | -------------------------------------------------------- | -------------------------------------------------------- | -------------------------------------------------------- | -------------------------------------------------------- | -------------------------------------------------------- | -------------------------------------------------------- |
| Nummer                                                   | 13                                                       | 4                                                        | 1                                                        | 1                                                        | 1                                                        | 2                                                        | 2                                                        | 3                                                        | 3                                                        | 3                                                        | 5                                                        | 10                                                       | 13                                                       | 13                                                       | 16                                                       | 18                                                       | 34                                                       | uit                                                      |